# O tutto o l'amore
O tutto o l'amore è il secondo album di Evasio Muraro uscito per la Fragile/Universal dopo Canzoni per uomini di latta del 2009 ed il quarto da solista.
Il titolo è ispirato ad una poesia di Guido Roberti.
Il disco è prevalentemente acustico con l'accompagnamento al pianoforte in alcuni brani di Fidel Fogaroli (membro della band di Nagaila e collaboratore dei Mojo Filter) ed alla batteria di Stefano Bertoli, il chitarrista blues Gnola presta la sua chitarra in due brani.
Il brano Se era stato composto quando l'autore era componente dei Settore Out e faceva parte di un disco mai pubblicato.
Sono presenti alcune cover: Se perdo anche te, rifatta in chiave country, è la cover del brano di Neil Diamond Solitary Man, portata al successo in Italia da Gianni Morandi, O cara moglie era originariamente interpretata dai Ivan Della Mea mentre Ballata dell'estate sfinita è di GianCarlo Onorato.

## Tracce
1. Non respiro – 4:11
2. Smetto quando voglio – 3:26
3. O tutto o l'amore – 4:56
4. Se – 4:24
5. Vivo – 3:31
6. Ballata dell'estate sfinita – 4:32
7. Un'ora d'aria – 3:32
8. Sussurrami canzoni – 4:09
9. Vedo la tua ombra – 2:45
10. Se perdo anche te – 2:46
11. O cara moglie – 3:55